# Nieruchomość budynkowa
Nieruchomość budynkowa – budynek, który na podstawie przepisów szczególnych nie stanowi części składowej nieruchomości gruntowej, lecz jest odrębnym od gruntu przedmiotem własności. Może powstać, gdy użytkownik wieczysty wybuduje budynek na gruncie oddanym mu w użytkowanie wieczyste albo gdy użytkownik wieczysty nabędzie budynek przy zawarciu umowy o oddanie gruntu w użytkowanie wieczyste.
Nieruchomość budynkowa zdefiniowana jest w art. 46 § 1 oraz art. 235 § 1 kodeksu cywilnego.
 Zapoznaj się z zastrzeżeniami dotyczącymi pojęć prawnych w Wikipedii.